# جو هانكس
جو هانكس (بالإنجليزية: Joe Hanks)‏(ولد: 27 مارس 1983، نيوآرك - )؛ هو ملاكم محترف أمريكي يصنف ضمن فئة الوزن الثقيل بدأ مسيرته الاحترافية سنة 2007 حيث انتصر في نزاله الأول.

## المسيرة الاحترافية
من نزالاته:
- خسر أمام أندي رويز بالضربة الفنية القاضية (27-07-2013).
- انتصر على كليف كوسر بالضربة القاضية (10-02-2010).

## إحصائيات
خاض خلال مسيرته 26 نزالا، فاز في 23 ولم يتعادل وخسر في 3. فاز بالضربة القاضية في 15 نزالا.

## روابط خارجية
- جو هانكس على موقع بوكس ريك (الإنجليزية) (registration required)